# Kościół Najświętszego Salwatora w Krakowie
Kościół Najświętszego Salwatora – zabytkowy kościół rzymskokatolicki znajdujący się w Krakowie, w dzielnicy VII Zwierzyniec przy ul. św. Bronisławy, na niewielkim wzgórzu stanowiącym wschodnie zakończenie masywu Góry św. Bronisławy, na Zwierzyńcu. 
Od wezwania kościoła pochodzi nazwa znajdującego się obok osiedla Salwator.

## Historia

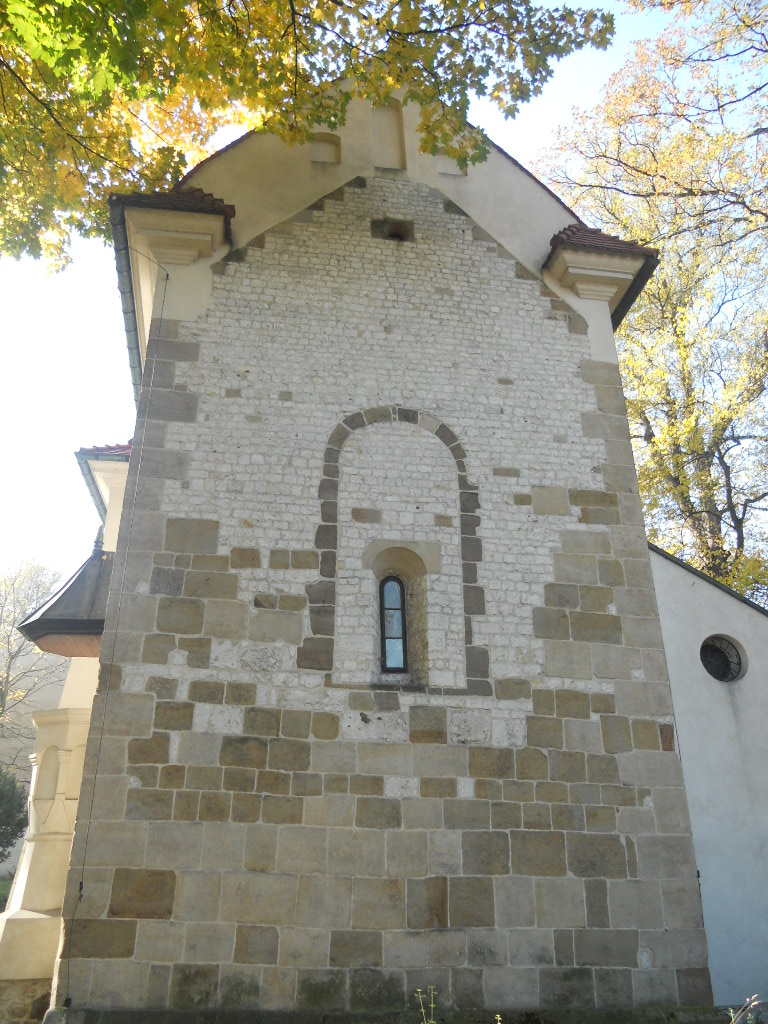
Romańskie prezbiterium kościoła od zewnątrz

Początki kościoła nie zostały ostatecznie wyjaśnione. Tradycja głosi, że kościół miał powstać na miejscu pogańskiej świątyni, a kazania tutaj miał głosić jeszcze św. Wojciech.
W źródłach pisanych pierwsza wzmianka o kościele znajduje się w Roczniku Kapitulnym Krakowskim, gdzie pod rokiem 1148 zanotowano dediactio ecclesiae sancti Salvatoris. W przywileju księcia Bolesława Wstydliwego z 1256 r. fundacja przypisana jest jego poprzednikom, książętom krakowskim. Jan Długosz z kolei jako fundatora wymienia Piotra ze Skrzynna (Piotra Włostowica).
Badania archeologiczne, wielokrotnie prowadzone w XX w. nie dały całkowicie jednoznacznej odpowiedzi na pytanie o początki kościoła. Pierwsi badacze (Z. Gawlik, J. Hawrot, A. Żaki) opowiadali się za powstaniem świątyni zasadniczo w XII w. Jednak prowadzący badania w latach 60. i 70. W. Grabski, W. Zin i F. Radwański, którzy dokonali tutaj znaczących odkryć, postawili tezę o trzech fazach budowli średniowiecznej:
- faza I – kościół na planie krzyża greckiego, datowany najpóźniej na drugą połowę X w. (a wiązany z panowaniem czeskim lub nawet wielkomorawskim – datacja na podstawie analogii w powstawaniu budowli na planie krzyża greckiego na terenie Europy Środkowej oraz wezwania kościoła),
- faza II – rotunda, postawiona na miejscu prezbiterium, podczas gdy pozostałe części kościoła na planie krzyża greckiego mogły służyć np. jako palatium,
- faza III – kościół romański z XII w., którego relikty znajdują się w murach dzisiejszej świątyni[3].

Teoria ta, choć często pojawiająca się do dziś w popularnych publikacjach, zakwestionowana została przez dość przekonywające wyniki badań T. Lenkiewicz-Radwańskiej z lat 80. XX w. Zgodnie z nimi kościół tzw. "I fazy" faktycznie został postawiony na planie krzyża łacińskiego, a nie greckiego (na planie dość bliskim konstrukcji krakowskiego kościoła św. Andrzeja), a kościół tzw. "III fazy" stanowi tylko przekształcenie pierwotnego zamierzenia. Powstanie pierwszego kościoła miało zatem mieć miejsce w I połowie XII w., co można wiązać ze wspominaną datą 1148 oraz informacją Długosza o Piotrze Właście (datacja oparta na analizie odnalezionej ceramiki oraz porównaniach warsztatu murarskiego), a przebudowę ("III fazę") można wiązać z przekazaniem kościoła zwierzynieckim norbertankom. Teorię tę potwierdziły także badania z zastosowaniem metody datowania radiowęglowego prowadzone na początku XXI w.
O przekazaniu tym wspomina Długosz – miał go dokonać w 1183 r. biskup krakowski Gedko. Norbertanki przeniosły się m.in. tutaj na kilkanaście lat po zniszczeniu ich klasztoru podczas najazdu mongolskiego w 1241 r.
Najprawdopodobniej kościół został częściowo zniszczony podczas walk o Kraków w 1587 r. Odbudowę, związaną ze znacznymi zmianami i budową wieży, kościół zawdzięcza ksieni norbertanek Dorocie Kąckiej o czym informuje tablica z 1622 roku. Wtedy też wprowadzono w obramieniach okien formy postgotyckie. Kościół po spaleniu przez Szwedów podczas "potopu" w 1656 r., został odbudowany do 1680 r. staraniem ksieni Anny Zapolskiej. W efekcie zmian dokonywanych w XVII w., kościół został skrócony, sklepiony, dodano wieżę od zachodu, kryptę oraz barokowe wyposażenie (to ostatnie – usunięte w większości w XX w.). W 1747 roku, z inicjatywy ksieni Brygidy Otffinowskiej zamurowano boczne wejście, a w miejscu kostnicy dobudowano zakrystię. Kolejne restauracje kościół przechodził w roku 1788, w latach 30. XX wieku oraz po 1961 roku.

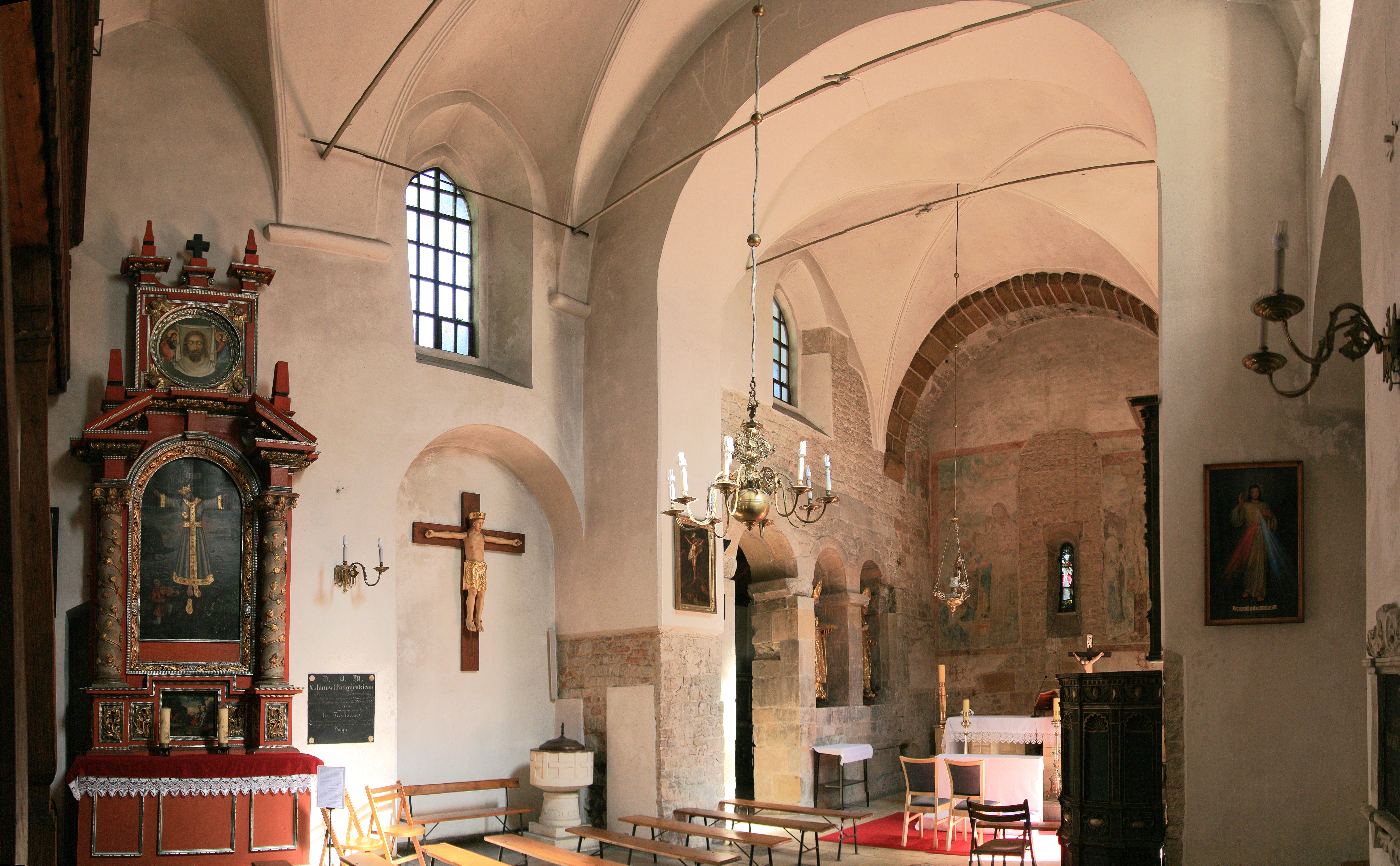
Wnętrze kościoła

## Architektura i wystrój
Kościół jest orientowany, murowany z kamienia i cegły, otynkowany (z wyjątkiem prezbiterium). Jednonawowy, nawa dwuprzęsłowa na planie kwadratu, sklepiona kolebkowo; prezbiterium węższe, dwuprzęsłowe, na planie zbliżonym do kwadratu, o sklepieniu krzyżowym (pod prezbiterium krypta). Od zachodu wieża, jej przyziemie pełni funkcję kruchty kościoła.
We wnętrzu (na wschodniej ścianie prezbiterium) zachowały się cenne malowidła ścienne z początku XVI w. przedstawiające sceny cudownego rozmnożenia chleba oraz ukrzyżowania Chrystusa. Ołtarz główny pochodzi z XX w., wykorzystano jednak romańską kamienną mensę ołtarzową – znajdujące się w niszach obok ołtarza figury świętych pochodzą z wcześniejszego ołtarza, barokowego (św. Norbert, św. Augustyn, św. Jan Chrzciciel, św. Józef Herman). W bocznym ołtarzu znajduje się obraz autorstwa Kacpra Kurcza przedstawiający ukrzyżowanie Chrystusa z 1605 (na obrazie u stóp Chrystusa znajduje się grajek, co związane jest z miejscową legendą, przekazywaną m.in. przez ks. Pruszcza). Na chórze 4-głosowy pozytyw organowy z 1859 r. Na zewnątrz świątyni (od południa) znajduje się kazalnica z 1605.
W 1913 na murach kościoła umieszczono tablicę upamiętniającą pięćdziesiątą rocznicę wybuchu Powstania Styczniowego, którą ufundowali obywatele Półwsia Zwierzynieckiego i Zwierzyńca.

## Cmentarz

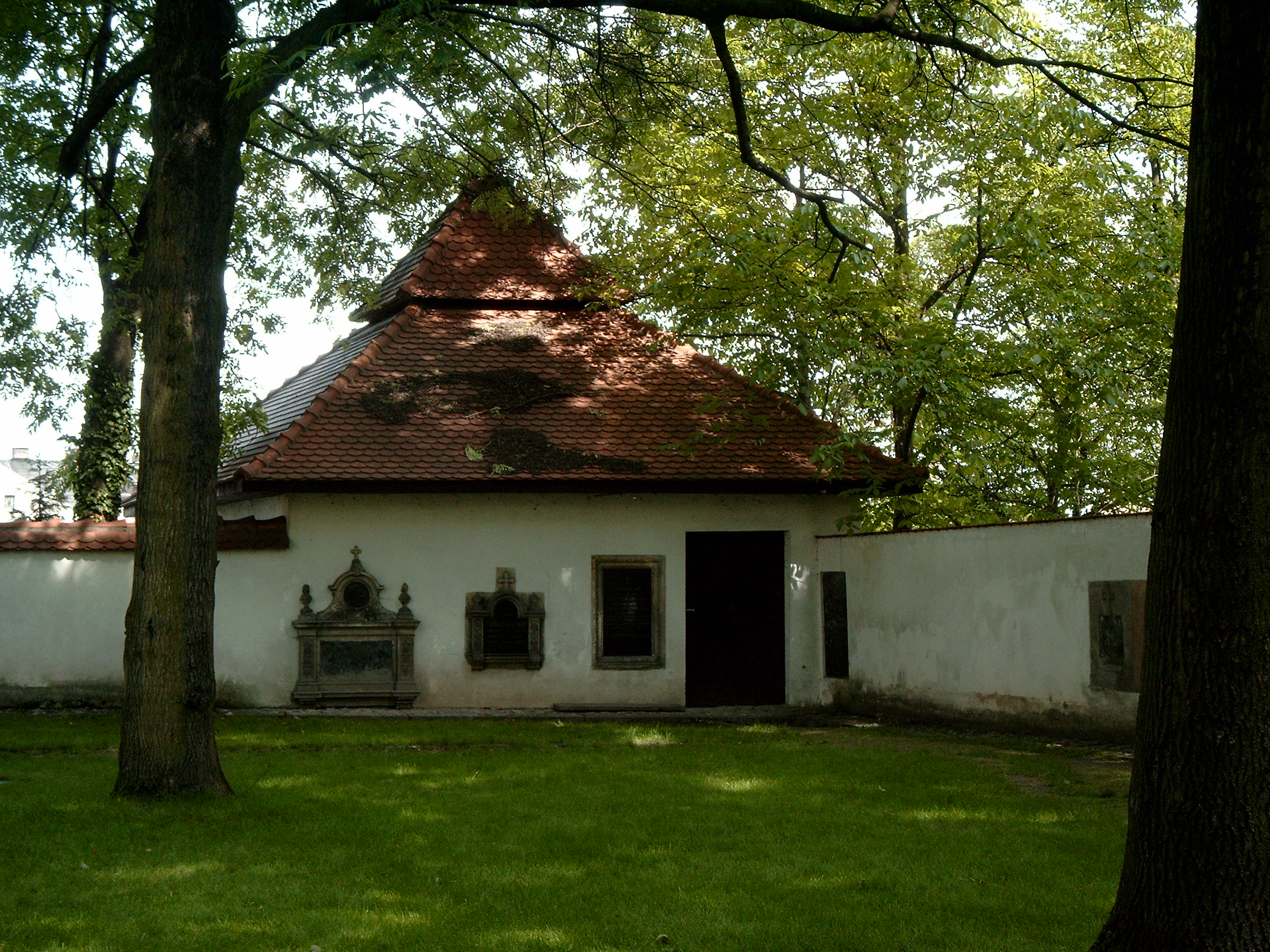
Grobowiec sióstr Norbertanek

Kościół otoczony jest cmentarzem. Jako że pierwotnie kościół miał pełnić funkcje parafialne, można domniemywać, że istnieje on od początków świątyni, używany zaś był do XIX w. W mur cmentarza włączony jest grobowiec sióstr norbertanek z 1837 roku (zrekonstruowany), a także płyty nagrobne powstańców kościuszkowskich: Józefa i Feliksa Darowskiego. Obok znajduje się grób napoleońskiego żołnierza Antoniego Moczydłowskiego. W pobliżu stoi także drewniana chata, w której dawniej mieszkał grabarz.